# Martainville (Eure)
Martainville – miejscowość i gmina we Francji, w regionie Normandia, w departamencie Eure.
Według danych na rok 1990 gminę zamieszkiwało 195 osób, a gęstość zaludnienia wynosiła 21 osób/km² (wśród 1421 gmin Górnej Normandii Martainville plasuje się na 706 miejscu pod względem liczby ludności, natomiast pod względem powierzchni na miejscu 390).